# Distrito de Kanchipuram
Kanchipuram  (en Tamil; காஞ்சிபுரம் மாவட்டம் ) es un distrito de India, en el estado de Tamil Nadu .
Comprende una superficie de 908 km².
El centro administrativo es la ciudad de Kanchipuram.

## Demografía
Según censo 2011 contaba con una población total de 3 990 897 habitantes.